# 桜井弓張皇女
桜井弓張皇女（さくらいのゆみはりのひめみこ、生没年不詳）は、古墳時代末期から飛鳥時代にかけての皇族。『古事記』では桜井玄王（さくらいのゆみはりのおおきみ）と表記されている。押坂彦人大兄皇子の妃。父は第30代敏達天皇、母は推古天皇。同母姉には菟道貝蛸皇女（聖徳太子妃）・小墾田皇女（押坂彦人大兄皇子妃）・鸕鶿守皇女（うもりのひめみこ）・田眼皇女（舒明天皇妃）、同母兄に竹田皇子・尾張皇子（聖徳太子の妃橘大郎女の父）がいる。

## 記録
『古事記』によると、異母兄の忍坂日子人太子(おしさかのひこひとのひつぎのみこ)（押坂彦人大兄皇子）の妃となり、山代王、笠縫王を生んだとされている。それ以外の事績は伝わっていない。
なお、『上宮記』の久米王の項目に「娶他田宮治天下大王（敏達天皇）女子名由波利王」とあり、来目皇子の妃である「由波利王」（ゆばりのみこ）も、同一人物だとする説もある。

## 系譜
- 父：敏達天皇
- 母：推古天皇
- 同母兄：竹田皇子・尾張皇子
- 同母姉：菟道貝蛸皇女・小墾田皇女・鸕鶿守皇女・田眼皇女
- 夫1：押坂彦人大兄皇子
  - 子：山代王、笠縫王
- 夫2：久米王
  - 子：男王・星河女王・佐富王